# Бутейко, Константин Павлович
Константи́н Па́влович Буте́йко (27 января 1923, Иваница, Прилукский уезд, Полтавская губерния, УCСР, СССР — 3 мая 2003, Москва, Россия) — советский учёный, физиолог, врач-клиницист, философ медицины, кандидат медицинских наук, член общественной организации «Международная академия информатизации». Автор научных работ и изобретений в различных областях медицинской науки и техники (более 100 публикаций).

## Биография
Поступил в 1946 году в 1-й Медицинский институт им. И. М. Сеченова в Москве (сейчас Московская медицинская академия им. И. М. Сеченова) и в 1952 году с отличием закончил его. Окончил клиническую ординатуру на кафедре академика Е. М. Тареева. После окончания клинической ординатуры продолжил работу на той же кафедре в должности заведующего лабораторией функциональной диагностики. В 1958—1968 годах был заведующим лабораторией функциональной диагностики в институте кардиологии Сибирского отделения Академии наук СССР. В 1962 г. защитил кандидатскую диссертацию на тему "Методика и клиническое значение прямой калиброванной баллистокардиографии".
В 1988 году открыл частную клинику в Москве.

## Концепция
Основная статья: Метод Бутейко

Основная теоретическая концепция Бутейко состоит в том, что главной причиной так называемых «болезней цивилизации» являются нарушения в обмене веществ, вызываемые неправильным дыханием (так называемой «болезнью глубокого дыхания»). Бутейко предложил нормализовать основную функцию организма — систему внешнего дыхания — посредством разработанного им метода волевой ликвидации глубокого дыхания. Под словом «волевой» здесь понимается «сознательной», но не «насильственной» ликвидации открытой им «болезни».
Методология, предложенная Бутейко для избавления от этой «болезни» — метод Бутейко, предлагаемый им для избавления от астмы и других предполагаемых симптомов «болезни глубокого дыхания», получил применение в медицине для контроля симптоматики бронхиальной астмы (при отсутствии объективных улучшений лёгочного дыхания).
В 1988 году Свердловской киностудией снят документальный фильм «Друзья и враги доктора Бутейко».

## Семья
Во втором браке был женат на балерине Большого театра Сусанне Звягиной.